# Gyümölcstea

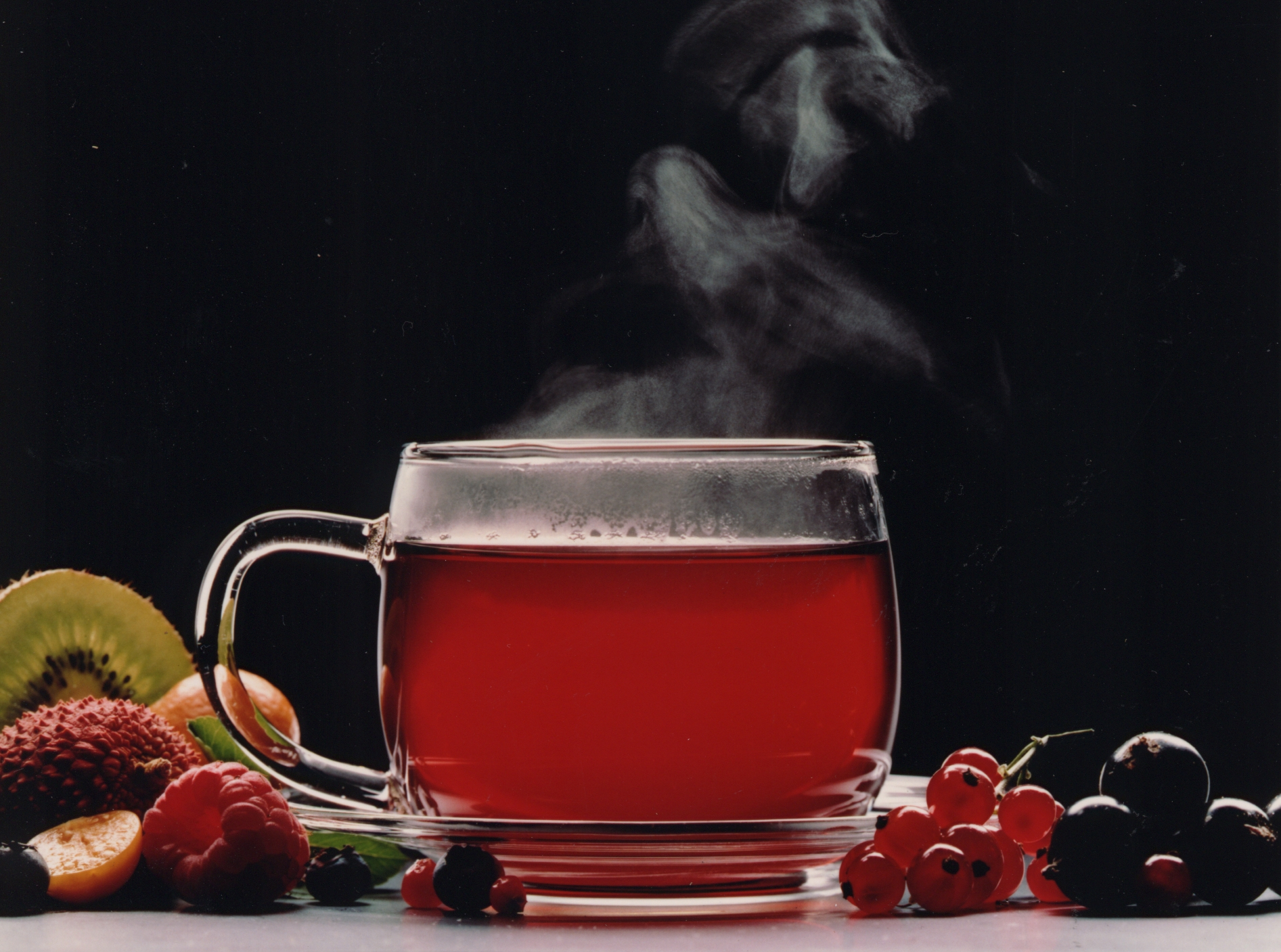
Egy csésze gyümölcstea

A gyümölcstea elnevezés nem egy adott növényre utal; ez összefogó neve azon főzeteknek, melyeket a tealevelekhez hasonlóan más növényi levelek, főként gyümölcsdarabok, néha virágszirmok forrázásával és áztatásával állítanak elő, különösen azokra használatos, melyek koffeint nem tartalmaznak. Ezeknek gyakran gyógyhatásuk is van (gyógyteák).
A gyümölcsteák valójában nem teák, mivel nem tartalmaznak tealeveleket. Egy részük többféle növény keveréke, melyek leggyakoribb alkotóelemei:

## Gyakori gyümölcs- és gyógyteák
- Vörös fokföldirekettye (rooibos)
- csipkebogyó
- málna
- hibiszkuszvirág
- alma